# イースト・リバー・パーク
座標: 北緯40度43分03秒 西経73度58分27秒 / 北緯40.71750度 西経73.97417度

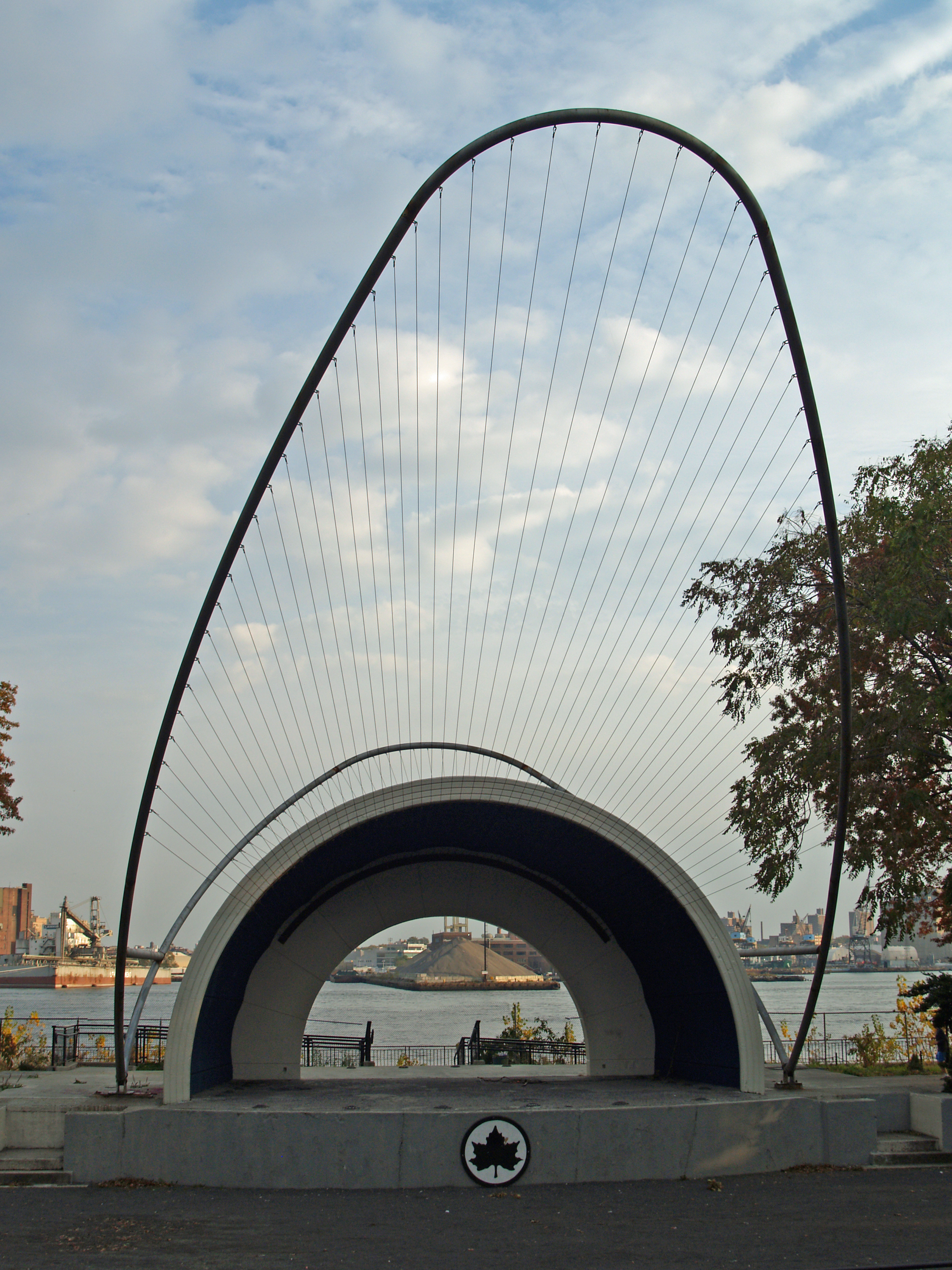
円形劇場

イースト・リバー・パーク（英語: East River Park）は、ニューヨーク市公園局の一部であり、マンハッタンのロウアー・イースト・サイドに位置する57.5-エーカー (20 ha)の公共公園である。公園は、イースト川に沿い、モントゴメリー・ストリートから12丁目まで、FDRドライブの東側にある。南の入口は、マンハッタン橋とブルックリン橋の良い眺めを誇る。円形劇場は、1941年に、グランド・ストリートのすぐ南に建設され、改装されて、パフォーマンスにしばしば使用される。公園は、フットボール、野球、サッカー場、テニス、バスケットボール、ハンドボール・コート、ランニング・トラック、イースト・リバー・グリーンウェイの自転車道を含んでいる。釣りは、他の人気のアクティビティである。公園は、ウィリアムズバーグ橋によって二分される。
イースト・リバー・パークは、ロバート・モーゼスによって、1930年代初頭に考案され、1939年7月27日に開園した。これ以前、イースト川の川岸は、活気のある船積み場であり、後に市内で最も貧しい移民が多く住む地区となった。公園は、ロウアー・イースト・サイドで最大の緑地となった。開園後、公園は、FDRドライブやサウス・ストリートの拡張などによる、様々な開発で、縮小した。それにもかかわらず、公園は、特に川からの微風が吹く夏の数ヶ月間、ロウアー・イースト・サイドの住民に、憩いの場を提供している。
アメリカ同時多発テロの後、市は、破壊された円形劇場の再建を行った。新しいサッカー場も、このときに建設された。米国の至る所の会社が材料を寄贈し、プロジェクトは、記録的な時間で終了した。このプロジェクトは、テロで親を失った孤児に捧げられた。
2008年には、市公園財団が、周辺の地区に、公園がさらに良くなるよう、自由な音楽、ダンス及びシアター・アートを、円形劇場で計画した。最初のパフォーマンスは、ファイアリー・ファーナセスによるコンサートで、1,500人の観客を集めた。KRS・ワンやウィリー・コロンも2008年にパフォーマンスし、3,000人以上の観客を集めた。

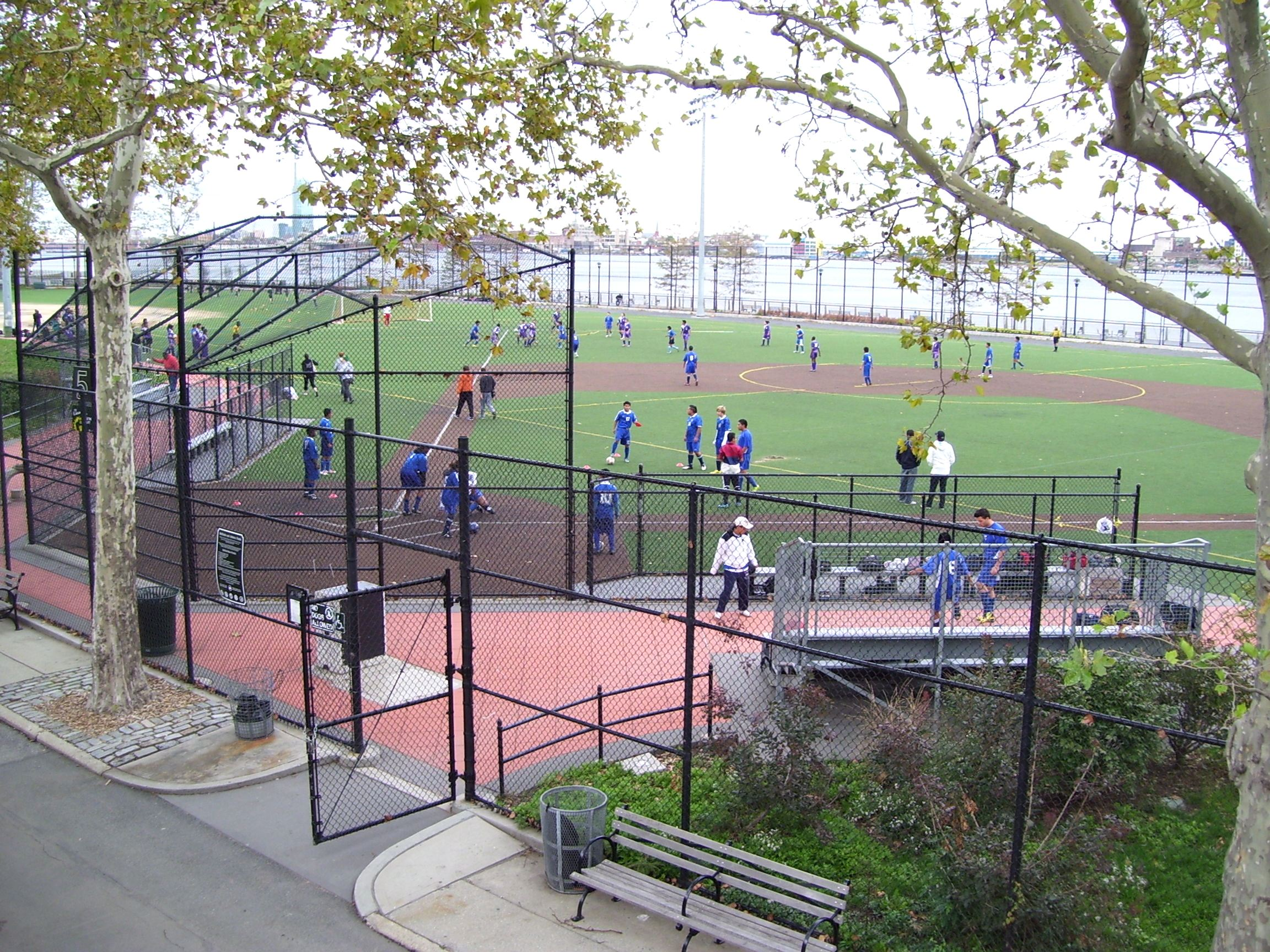
公園には、野球、フットボール、サッカー、バスケットボール、テニス及びランニングのための多数の競技場がある
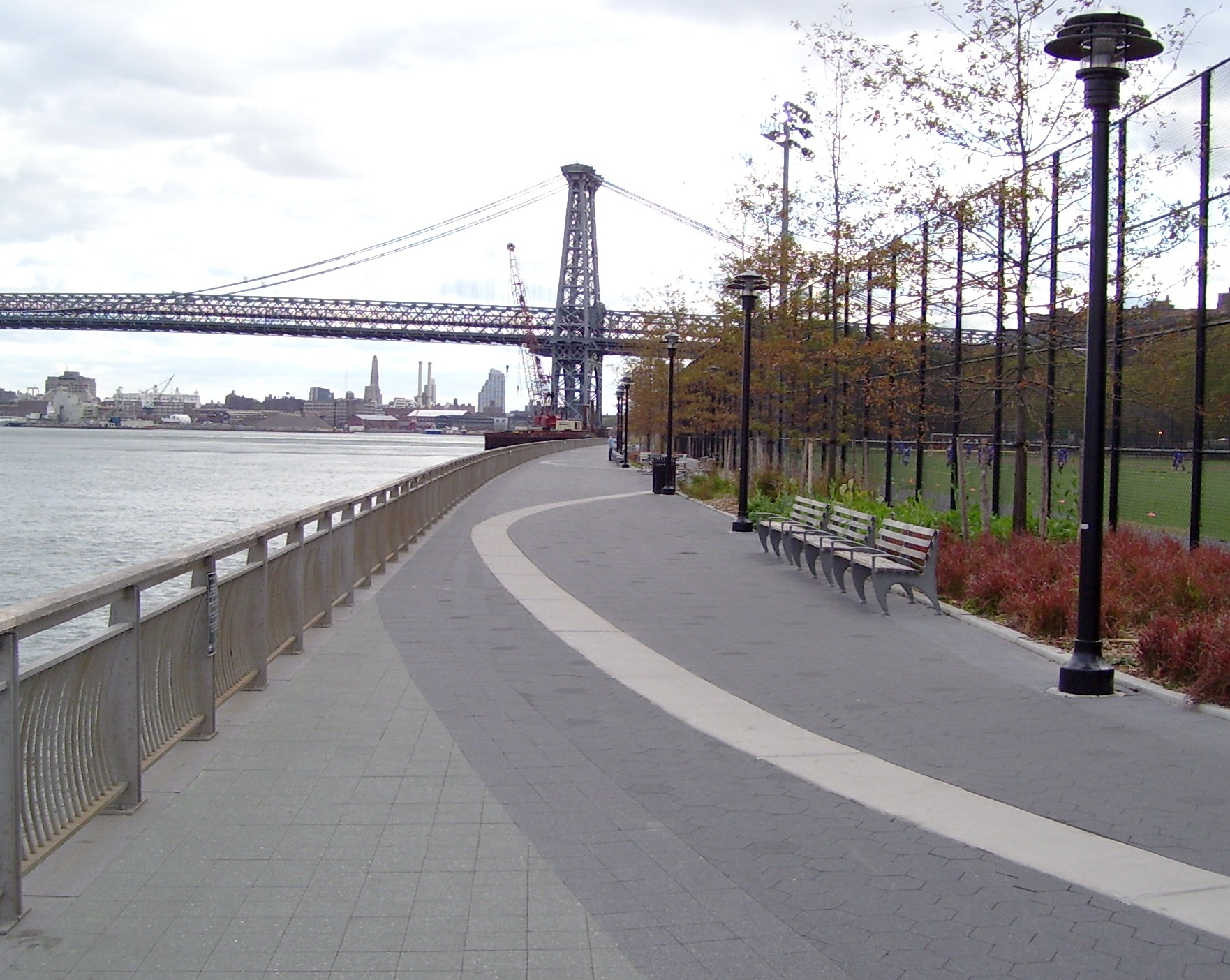
プロムナードは、イースト川に沿っており、2010年にオープンした。背後はウィリアムズバーグ橋
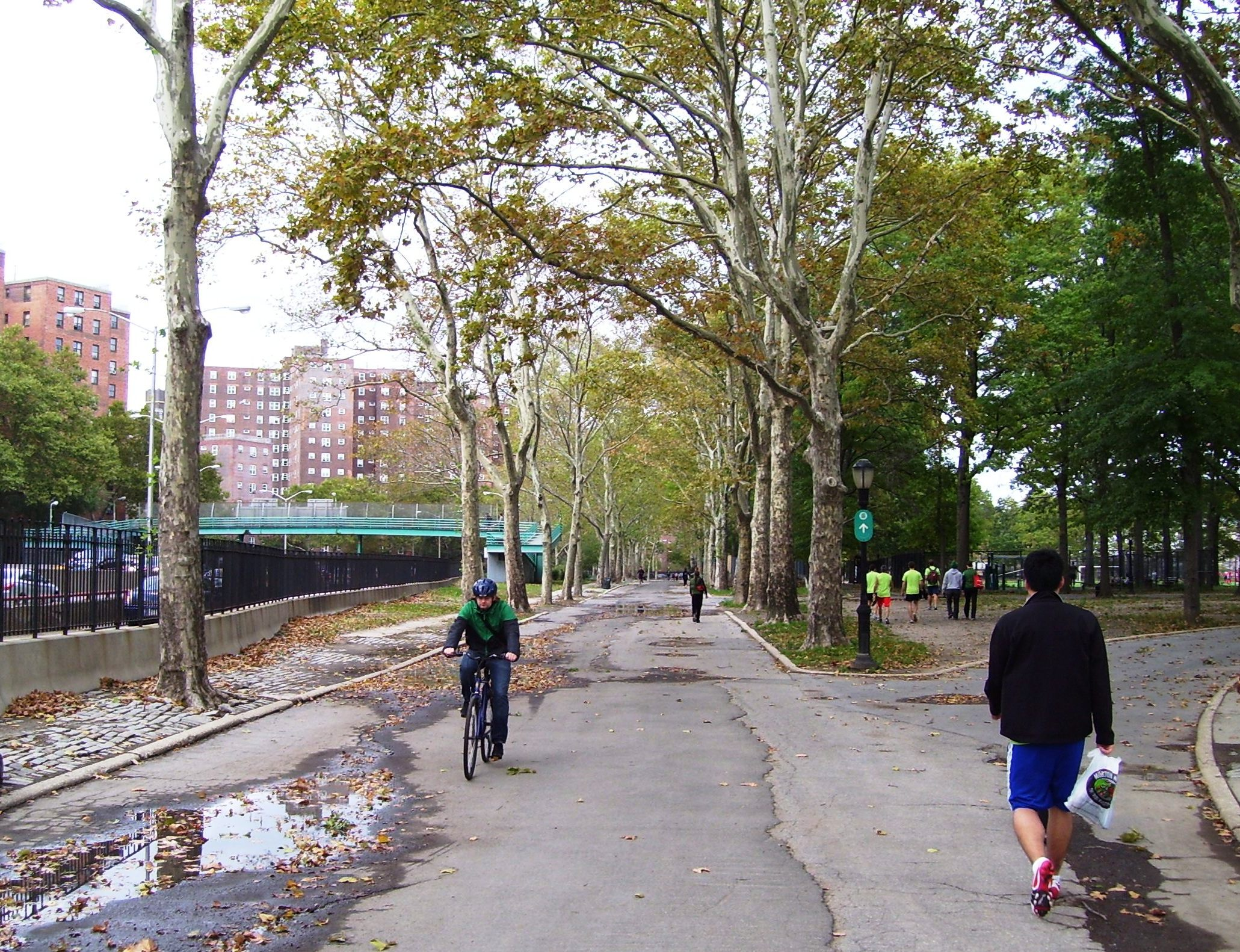
FDRドライブに沿って走っている公園の散歩道は、公園整備の一環として、舗装しなおされたが、この区間はまだ行われていない